# Blixthalka

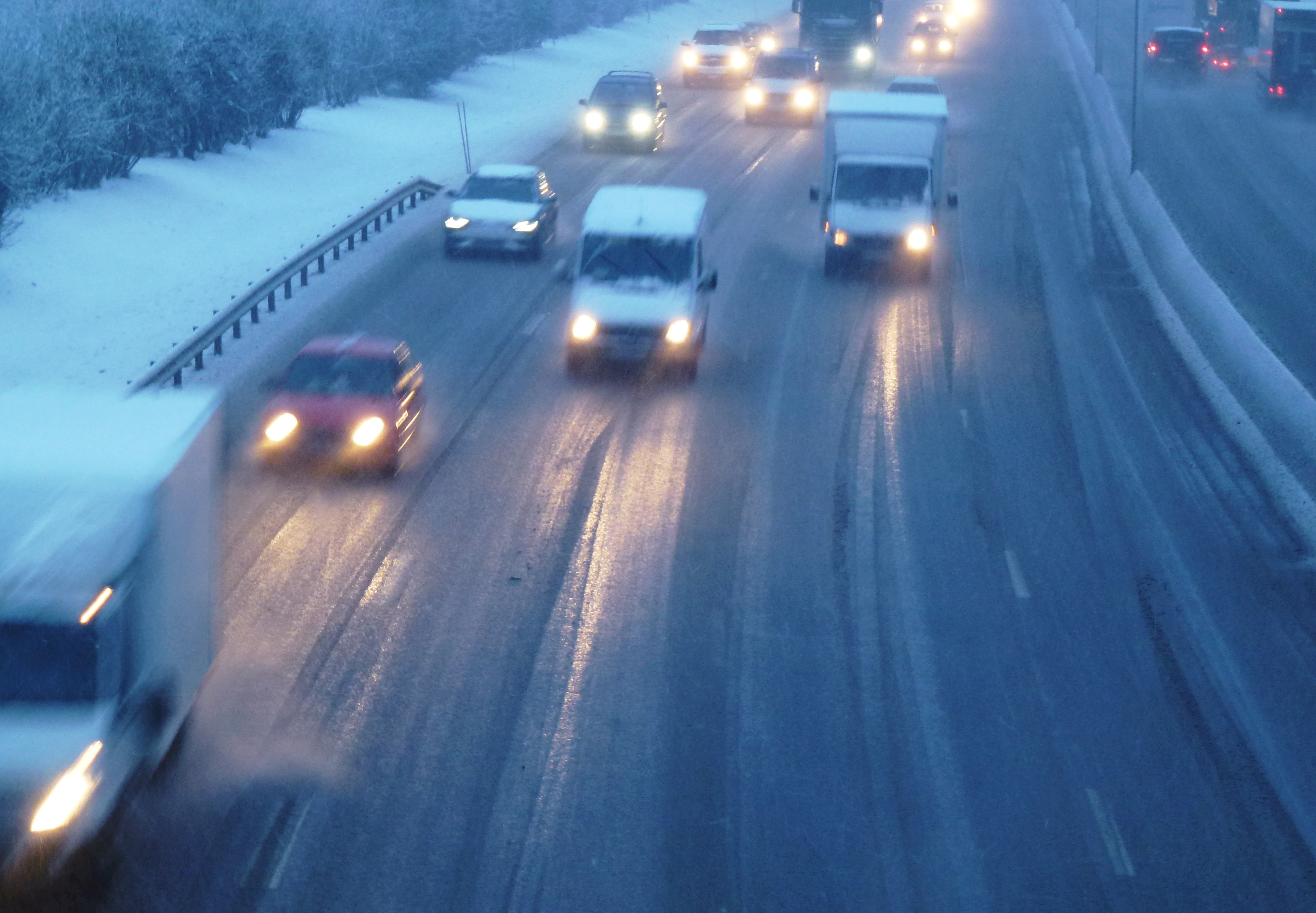
Ishalka på Södertäljevägen, januari 2013.

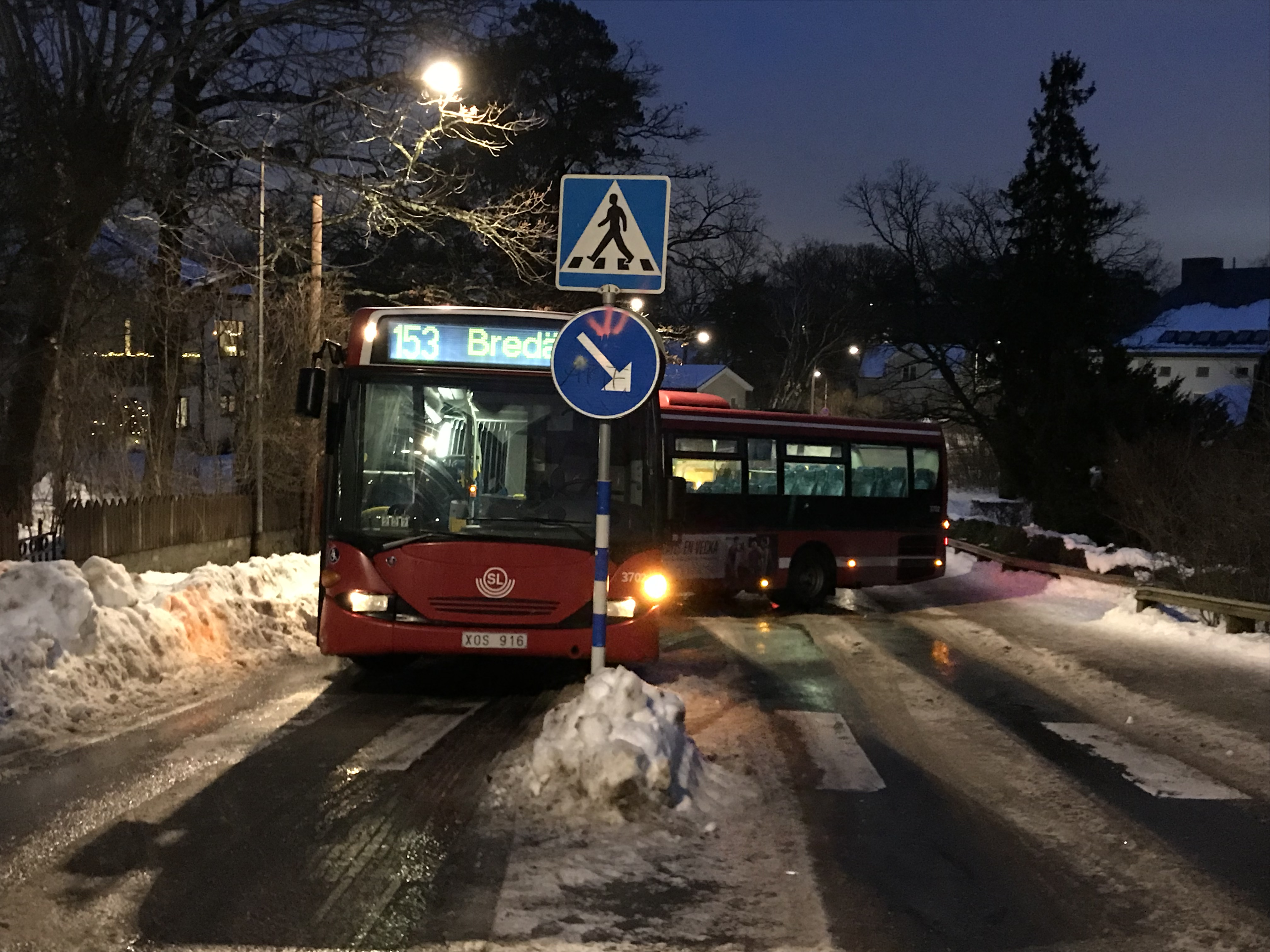
Bakdelen av en ledbuss har på grund av ishalka glidit in på fel körbana i Mälarhöjden, februari 2019.

Blixthalka, även kallad ishalka och svarthalka, är svår halka som framför allt uppstår vid underkylt regn. När underkylt regn träffar en kall markyta fryser den och bildar glattis. Glattisen är ofta genomskinlig vilket gör den svår att se. Blixthalka kan även uppstå vid frysande regn.
Blixthalka uppstår inte bara vid regn, utan kan även uppstå vid kraftig dimma. Frysningen saktar då ned, på grund av latent värme som frigörs vid vattnets fasövergång från gas till is. Denna process kallas deposition och medför att dropparna flyter ut och sammanvävs till en i det närmaste idealt slät vätskefilm, innan de fryser till en extremt hal hinna. Till skillnad från snö, slask, rimfrost och andra typer av isväglag, innehåller denna ishinna minimalt med luftbubblor. Detta är anledningen till att den är genomskinlig. Blixthalka har ofta en matt yta, snarare än sådan glansig yta man förknippar med hal is. Detta gör att bilförare lätt kan förväxla blixthalka med våt vägbana, då de båda väglagen kan ha snarlikt utseende. Blixthalka är därför farlig i dubbel bemärkelse; inte nog med att den är extremt hal, dessutom kan den vara svår att särskilja från avsevärt mindre halt väglag. 
Blixthalka är särskilt vanlig när terrängen och de förhärskande vindarna orsakar plötsliga skillnader i atmosfäriskt tryck och/eller temperatur, alternativt när atmosfären värms upp efter en längre kall period där marktemperaturen ligger kvar rejält under fryspunkten. Förhöjd risk finns även på broar. Där kan sval luft cirkulera både över och under körbanan, vilket kyler ned denna mycket snabbare än på intilliggande vägavsnitt. Denna typ av halka kallas även frosthalka. Frosthalka innebär att en vägbana är täckt av frost, men inte snö. Frosthalka bildas på snöfria vägar då luftens fukt fryser på vägbanan, särskilt på morgnar efter kalla och klara nätter.
Fläckvis halka bildas genom att smältvatten fryser fläckvis nattetid, eller av rester av gammal is och packad snö. Termen kan även avse frosthalka.
Vid blixthalka och flera andra isväglag ger dubbfria däck nästan inget väggrepp alls. Därför minimeras antalet fordon utan dubbdäck ute på vägarna vid den värsta halkan. Eftersom trafiken har större dubbdäcksandel när det är halt, så nedvärderas dubbdäckens säkerhetseffekt med den vanliga trafikskadestatistiken. Innan man insåg detta drog forskare till och med den anmärkningsvärda slutsatsen att dubbarna försämrar trafiksäkerheten.
Sannolikt underskattas inverkan av blixthalka vid många olycksutredningar, eftersom den kan smälta bort så snabbt att olycksutredarna inte hinner upptäcka den. Halt väglag är särskilt farligt i kombination med vägojämnheter, då kontaktkraften mellan däck och vägbana varierar mycket samtidigt som den är låg. Under bråkdelar av en sekund kan kontaktkraften tillfälligt upphöra, för att i nästa ögonblick åter uppstå. 
På platser där blixthalka ofta uppträder, är det direkt olämpligt att använda porös/dränerande asfalt som slitlager på vägbanor.
Utöver ishalka och frosthalkafinns även snöhalka.